# 혼다 다다히라
혼다 다다히라(일본어: 本多忠平, 1632년 ~ 1695년 11월 21일)는 에도 시대의 다이묘이다. 어릴적 이름은 가라노스케(唐之助)이며, 관위는 종4위하, 노토노카미이다.
혼다 다다카쓰의 증손이며, 혼다 다다요시의 맏아들로 태어났다. 1662년, 아버지가 은거하자 그 뒤를 이어 번주직에 올랐다. 동생 혼다 다다토시에게 이시카와 군 1만 석 영지를 주었고, 또 동생 다다모치에게 1만 석을 주어 아사카와번을 세우게 하였다. 다른 동생 다다하루, 다다치카에게도 각각 신전 2천 5백 석씩을 분할해줌으로써 시라카와 번은 10만 석이 되었다. 1681년, 우쓰노미야 번으로 이봉되었고, 1685년 음력 6월 22일에는 야마토 고리야마 번 12만 석 영지로 옮겨갔다. 여기서 다다히라는 조카마치를 건설하고 번찰을 발행하였으며, 마쓰나미 간주로, 히라이즈미 오니쓰라를 등용하여 재정 개혁을 시도했으나 결국 실패했다. 1695년, 에도에서 사망하였고, 동생 다다쓰네(다다요시의 6남)가 양자로서 그 뒤를 이었다.
| 전임 혼다 다다요시 | 제2대 시라카와번 번주 (혼다가) 1662년 ~ 1681년 | 후임 마쓰다이라 다다히로 |

| 전임 마쓰다이라 다다히로 | 우쓰노미야 번 번주 (혼다가 헤이하치로-다다요시계) 1681년 ~ 1685년 | 후임 오쿠다이라 마사아키라 |

| 전임 마쓰다이라 노부유키 | 제1대 고리야마 번 번주 (혼다가 다다요시계) 1685년 ~ 1695년 | 후임 혼다 다다쓰네 |